# São Félix do Tocantins
São Félix do Tocantins es un municipio brasileño del estado del Tocantins. Se localiza a una latitud 10º10'06" sur y a una longitud 46º39'34" oeste, estando a una altitud de 0 metros. Su población estimada en 2004 era de 1 465 habitantes. Posee un área de 1916,41 km².
São Félix do Tocantins es la ciudad que tuvo el mayor crecimiento de IDH de todo el Brasil entre 1991 y 2000: 67,4% (de 0,365 para 0,611), así como el tercero mayor crecimiento en el IDH de educación: 249,78% (de 0,227 para 0,794). Los crecimiento de IDH en salario y en educación también fueron acentuados (20,05% y 19,87%, respectivamente).